# 항중력근
항중력근(抗重力筋,antigravity muscle)은 중력에 대항하여 직립 보행을 할 수 있도록 하는 근육의 집합을 가리킨다.  자세유지근(postural muscles)이라고도 불린다.

## 자세유지근
항중력근은 신체가 움직임에서 목표로 하는 동작을 진행할 때 그리고 목표된 동작의 완결을 가정할 때  목표동작의 전후 단계에서 사전의 준비동작 예비와 목표동작후 이러한 반응된 자세유지에 관여하는 항중력근이 주요하게 작용한다는 것을 보여준다.   자세유지근의 항중력근에는 코어근육에 속하는 부위인 골반,복부등과 함께 등뼈를 포함하는 동골(Backbone)의 축이 주요하게 언급된다. 특히 가슴,복부,골반, 대퇴부 그리고 등뼈를 축으로하는 발과의 효율적인 협응(Motor coordination)시 정렬(alignment)이 중요한 것으로 보고된바있다.

## 항중력근
주요하게 다루어지는 항중력근으로는 등골(BackBone)을 중심으로 척주세움근, 엉덩허리근(iliopsoas muscle), 중간볼기근(gluteus medius muscle), 배곧은근, 넙다리근막긴장근(tensor fascia lata), 넙다리두갈래근, 장딴지근(gastrocnemius muscle), 앞정강근(tibialis anterior muscle), 가자미근(soleus muscle), 종아리세갈래근 등이 있다.

## 같이 보기
- 스트레칭